# Мегра (Вологодская область)
Мегра́ — село в Вытегорском районе Вологодской области. Административный центр Оштинского сельского поселения (до 2016 года — центр упразднённого Мегорского сельского поселения).
Название имеет финно-угорское (вероятно вепсское) происхождение от фин. mäyrä, карел. mägrä, эст. и вепс. mägr — «барсук».
С точки зрения административно-территориального деления — центр Мегорского сельсовета.
Расположено на берегах реки Мегра, на трассе Р37. Расстояние по автодороге до районного центра Вытегры — 38 км. Ближайшие населённые пункты — Быково, Гора, Ларшина.
В 1949—1955 года Мегра была центром Оштинского района.
Село образовано 6 июня 2001 года в результате объединения деревень Железная Горка, Мегорский Погост и Ушакова. От деревни Ушаково Мегра «унаследовала» статус центра сельсовета и код ОКАТО.

## Население
| 2010 |
| ---- |
| 469  |

По переписи 2002 года население — 503 человека (226 мужчин, 277 женщин). Преобладающая национальность — русские (98 %).